# Gynoplistia pulverulenta
Gynoplistia pulverulenta är en tvåvingeart. Gynoplistia pulverulenta ingår i släktet Gynoplistia och familjen småharkrankar.

## Underarter
Arten delas in i följande underarter:
- G. p. pulverulenta
- G. p. striata